# Батер
Батер (рум. Batăr) — село у повіті Біхор в Румунії. Адміністративний центр комуни Батер.
Село розташоване на відстані 418 км на північний захід від Бухареста, 41 км на південь від Ораді, 136 км на захід від Клуж-Напоки, 114 км на північний схід від Тімішоари.

## Населення
За даними перепису населення 2002 року у селі проживали 1686 осіб.
Національний склад населення села:
| Національність | Кількість осіб | Відсоток |
| -------------- | -------------- | -------- |
| румуни         | 1087           | 64,5%    |
| цигани         | 576            | 34,2%    |
| угорці         | 21             | 1,2%     |

Рідною мовою назвали:
| Мова      | Кількість осіб | Відсоток |
| --------- | -------------- | -------- |
| румунська | 1097           | 65,1%    |
| циганська | 575            | 34,1%    |
| угорська  | 13             | 0,8%     |